# The Howard Stern Show
A The Howard Stern Show amerikai rádióműsor, amelyet Howard Stern vezet. A stáb további prominens személyiségei Robin Quivers társ-műsorvezető, Fred Norris író, Gary Dell'Abate ("Baba Booey") producer, illetve Jackie Martling, Billy West, John Melendez és Artie Lange, akik mára kiléptek a műsorból.
Stern a hetvenes években kezdett rádiózni. Több rádióállomásnál is dolgozott, majd 1981-ben, a washingtoni WWDC-FM-nél dolgozott először Robin Quivers-szel. Ezután három évig a New York-i WNBC rádióállomásnál dolgozott, majd a WXRK rádióállomásnál folytatta karrierjét. Itt 20 évet dolgozott, majd 2005 decemberében felmondta szerződését. 2006 óta a SiriusXM műholdas rádióban fut a műsor.
A műsort több alkalommal is beperelte az FCC illetlen tartalom miatt. A végösszeg 2.5 millió dollárra rúgott.

## Stáb
- Howard Stern – műsorvezető
- Robin Quivers – társ-műsorvezető
- Fred Norris – hangeffektek, humorista a stúdióban, író, producer
- Gary Dell'Abate – producer, a The Wrap-Up Show társ-műsorvezetője
- Jason Kaplan – producer
- Will Murray – producer, vezető író
- Jon Hein – producer, a The Wrap-Up Show műsorvezetője
- Steve Brandano – producer
- Benjy Bronk – író
- Richard Christy – író, producer
- Sal Governale – író, producer
- JD Harmeyer – producer
- Mike Trainor – író, producer
- Chris Wilding – író, producer
- Steve Nowicki – író, producer
- Memet Walker – író, producer
- Rahsaan Rogers – producer, a The Wrap-Up Show műsorvezetője
- Ronnie Mund – Stern sofőrje, biztonsági őr
- Bob "Wolfie" Wolf - tudósító

## Korábbi tagok
- Jackie Martling – vezető író, humorista a stúdióban
- Artie Lange – humorista a stúdióban
- Billy West – humorista a stúdióban
- Al Rosenberg – író, előadó
- John Melendez – gyakornok, író
- Lisa Glasberg – a Howard 100 News riportere
- Lee Davis – producer
- KC Armstrong – producer
- Scott Salem – mérnök
- Jon Leiberman – a Howard 100 News riportere
- George Takei – bemondó
- Brent Hatley – producer
- Shuli Egar – író, producer

Korábbi gyakornokok
- Steve Grillo
- Mitch Fatel
- Roz Weston
- Jimmy Pop

## A "Wack Pack"
A Wack Pack olyan emberekből áll, akik valamilyen különleges képességgel, kinézettel vagy rendellenességgel rendelkeznek. 2015. február 24-én Stern és a stáb többi tagja összeállította a Wack Pack tagjainak listáját.
- Angry Alice (korábbi nevén Crazy Alice)
- Asian Pete
- Beetlejuice
- Bigfoot
- Bigfoot (Mark Shaw)
- Blue Iris[3]
- Celestine
- Cliff Palette[4]
- Crackhead Bob[5]
- Eric the Actor (korábbi nevén Eric the Midget)
- Daniel Carver
- Fran the Singing Psychic
- Fred the Elephant Boy
- Gary the Conqueror (korábbi nevén Gary the Retard)
- Hank the Angry Drunken Dwarf[6]
- High Pitch Chris Mayhew
- High Pitch Erik
- Imran "Hanzi" Khan (ki van tiltva)
- Irene the Leather Weather Lady
- Jeff the Drunk
- Jeff the Vomit Guy
- John the Stutterer
- Kenneth Keith Kallenbach[7]
- King of All Blacks
- Marfan Mike
- Mariann From Brooklyn
- Mark the Bagger
- Medicated Pete
- Melrose Larry Green
- Mick the Nerd
- Miss Howard Stern
- Nicole Bass
- Riley Martin
- Siobhan the Transsexual
- Sour Shoes
- Tan Mom
- Underdog Lady
- Wendy the Slow Adult (korábbi nevén Wendy the Retard)

## Főcímzene
Nyitó:
- Rob Zombie, Stern: "The Great American Nightmare" (1999-)
- Jimmie Vaughan: "Tilt a Whirl" (1994–1998)
- Duke Ellington: "In a Mellow Tone" (1987–1994)
- The Zeros: "H.O.W.A.R.D S.T.E.R.N." (1985)
- Napoleon XIV: "They're Coming to Take Me Away, Ha-Haaa!" (1982)

Záró:
- Howard Stern és a Dust Brothers: "Tortured Man" (1999-)